# Emanuel Benjamín
Pour les articles homonymes, voir Benjamin.
 (juin 2024).
Emanuel Benjamín, né le 14 juillet 2007 à Blumenau, est un footballeur italien qui joue au poste d'arrière droit au Real Madrid.

## Biographie

### Carrière en club
Né à Blumenau au Brésil,,, Emanuel Benjamín  a commencé à jouer au futsal dans son pays natal, avant de passer au football à son arrivée en Espagne. Il y est formé par le Real Madrid, qu'il a rejoint à l'âge de 15 ans, après des premiers passages par le Rayo Vallecano puis le Getafe CF,, alors qu'il est arrivé en Espagne avec sa famille en 2018 à l'âge de 11 ans,.Il s'est fait les ligaments croisés en 2022 alors qu'il évoluait en Cadete A (U16).Il est enregistré comme joueur en Juvenil A (U19), une catégorie un an au-dessus de son âge, alors qu'il devrait jouer en Juvenil B. En U19, il a disputé un match, car il s'entraîne régulièrement avec le RMC, avec lequel il joue. Il a renouvelé son contrat avec le Real Madrid jusqu'en 2027. 

### Carrière en sélection
Emanuel Benjamín est convoqué avec l'équipe d'Italie des moins de 17 ans pour participer au Championnat d'Europe des moins de 17 ans qui a lieu en mai et juin 2024. L'Italie atteint la finale de la compétition après sa victoire face au Danemark (1-0),.

## Palmarès
Champions U17 (juvenil C)
 Italie -17 ans
- Championnat d'Europe
  - Champion en 2024